# Зуль-каада
Зуль-каада (араб. ذو القعدة) — одинадцятий місяць мусульманського місячного календаря. У місяці 29 днів. Зуль-каада — один із чотирьох священних місяців в ісламі. Назва походить від дієслова "сидіти, знаходитись на місці". Місяць називається так тому, що в доісламський період араби впродовж цього місяця не вели військових дій 